# 轴套
軸套（Bushing）是滑动轴承的一个种，是為了減少軸運動時的摩擦與磨損而設計出來的，成本相對滚动轴承較便宜，但摩擦阻力較大，所以只會使用於部份部件上。軸套大多都以銅制成，但亦有塑膠制的軸套。軸套多被放置於軸與承托結構中，而且非常緊貼承托結構，只有軸能在軸套上轉動。在裝配軸與軸套時，兩者間會加入潤滑劑以減少其轉動時產生的摩擦力。